# Schloss Menou

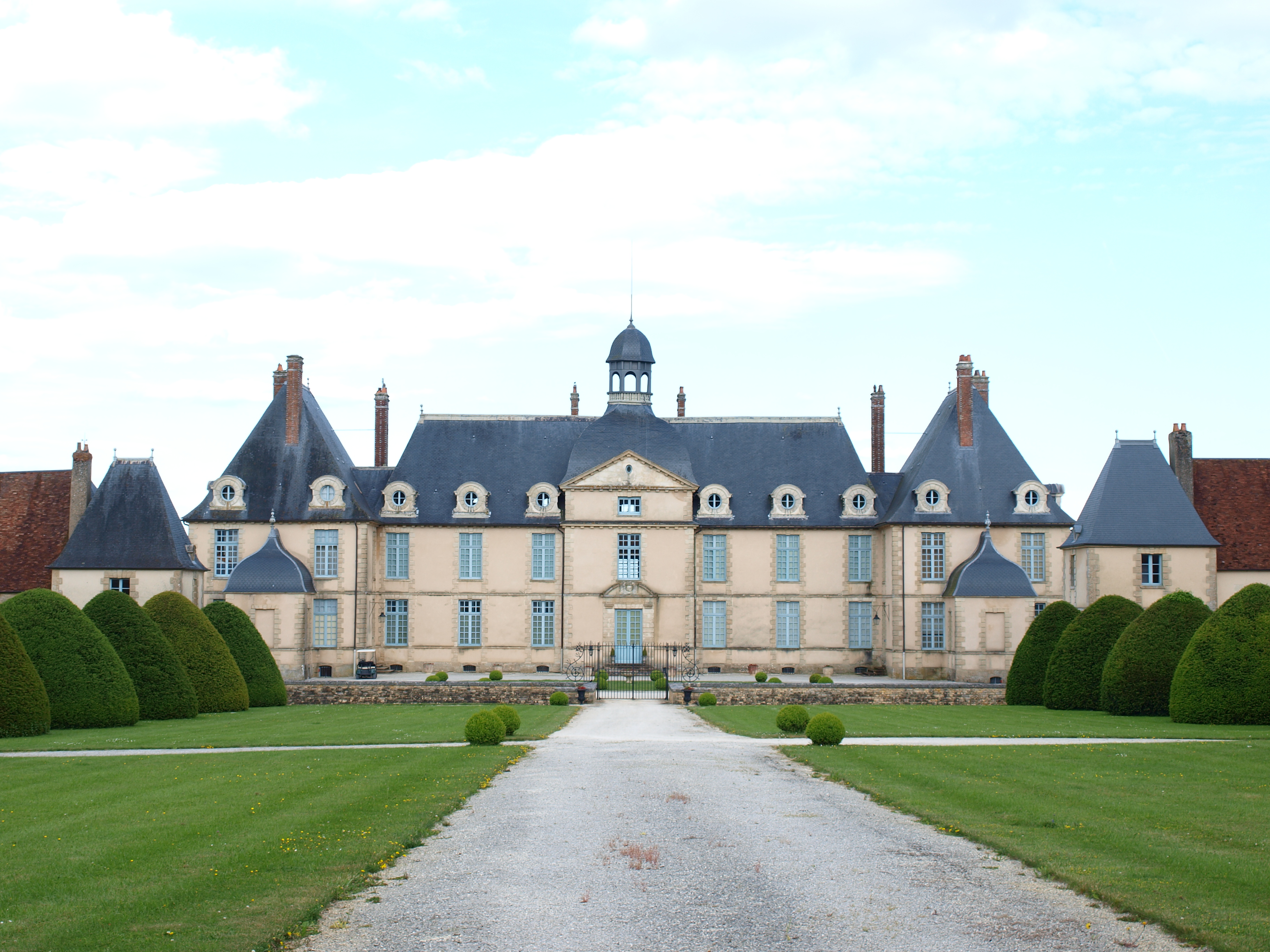
Eingangsfassade des Schlosses Menou

Das Schloss Menou ist ein französisches Schloss im Stil des Louis-treize, das in der Gemeinde Menou rund 40 Kilometer nordöstlich von Nevers im burgundischen Département Nièvre steht. Es wurde in der zweiten Hälfte des 17. Jahrhunderts von Armand-François de Menou als Nachfolger eines abgebrannten Herrenhauses erbaut. Von der Familie Menou kam es über eine Tochter 1764 an die Familie von Damas-Crux und von dieser nach 1846 an die Herzöge von Blacas.
Die Anlage ist seit dem 15. Februar 1996 als klassifiziertes Monument historique geschützt. Ihr Park und die ehemalige Zufahrtsallee stehen schon seit dem 31. Mai 1994 separat unter Denkmalschutz. Das Schloss ist in Privatbesitz und kann nicht besichtigt werden.

## Geschichte
Das Gebiet um Menou hieß früher Nanvignes und war eine eigenständige Seigneurie. Durch Erbteilungen war sie zu Beginn des 16. Jahrhunderts im Besitz von vier Parteien, von denen eine die Familie Tenon war. Sie kaufte den anderen Besitzern ihre Anteile an der Seigneurie nach und nach ab und vereinte diese im 17. Jahrhundert schließlich wieder in einer Hand. Guillaume IV. Tenon starb kinderlos. Seine Witwe Marie Brisson heiratete 1625 in dritter Ehe François de Menou, Seigneur von Charnizay, und brachte ihm den Besitz zu. Für den Sohn des Paares, Armand-François, erhob Ludwig XIV. Nanvignes unter dem Namen Menou in Anerkennung für geleistete Verdienste im Militär im Juni 1697 zum Marquisat. Armand-François nutzte das Schloss seit 1671 und hatte zwischen 1672 und 1684 ein neues Schloss nach den Plänen des Architekten Barthélemy Le Blanc errichten lassen, weil das alte Herrenhaus durch ein Feuer im Jahr 1672 zerstört worden war. Die Kosten für den Neubau beliefen sich auf etwa 30.000 Livres.

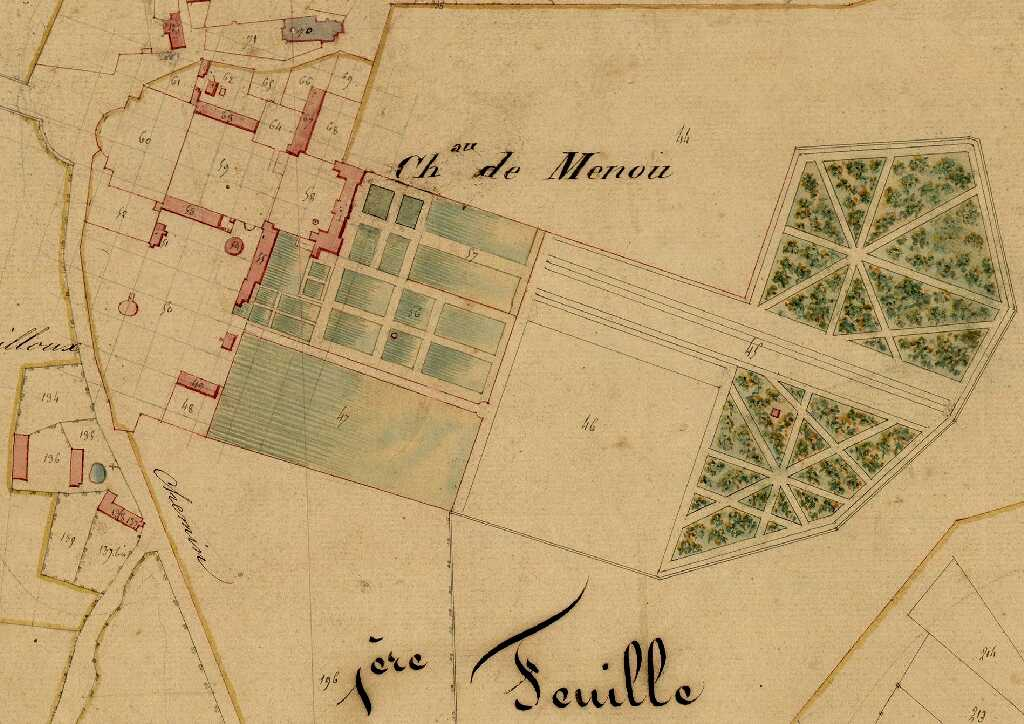
Lageplan der Schlossanlage zur napoleonischen Zeit, um 1825

Nach dem Tod des ersten Marquis im Jahr 1703 erbte seine Witwe Françoise-Marie de Clère das Schloss, ehe sie es 1719 ihrem ältesten Sohn François-Charles de Menou überließ. Dessen zweite Tochter Marie-Louise erhielt den Besitz 1764 nach dem Tod ihrer älteren Schwester. Sie hatte 1734 Louis-Alexandre de Damas, den Grafen von Crux, geheiratet und brachte das Schloss an dessen Familie. Das Paar nutzte die Anlage zwar regelmäßig, jedoch nicht als Hauptwohnsitz. Dieser war das Schloss in Crux-la-Ville. 1763 zog sich die verwitwete Marie-Louise nach Menou zurück und verhinderte trotz ihres hohen Alters während der Französischen Revolution durch ihre Anwesenheit Übergriffe auf das Schloss. Schon 1786 hatte sie es ihrem drittgeborenen Sohn Étienne Charles vermacht, der während der Revolution ins Ausland emigrierte. Viele seiner Besitzungen wurden deshalb konfisziert und als Nationaleigentum verkauft. Allerdings wurden sie von einer Enkelin Marie-Louises erworben, die sie später ihrem Onkel zurückgab. Dieser kehrte 1815 nach Frankreich heim und erhielt seine Titel samt Pairschaft von Ludwig XVIII. zurück. Étienne Charles de Damas ließ im 19. Jahrhundert durchgreifende Umgestaltungen im Inneren der Gebäude vornehmen, darunter die Entfernung einer Treppe zugunsten der Schaffung eines neuen Salons und das Einrichten eines neuen Esszimmers. Außerdem ließ er den barocken französischen Garten in einen englischen Landschaftsgarten umgestalten. 1826 empfing er den Dauphin und seine Frau Marie Thérèse Charlotte de Bourbon mit einem großen Fest auf Menou.
Mit Étienne Charlesʼ kinderlosem Tod 1846 starb die Familie Damas im Mannesstamm aus. Das Schloss fiel an eine seiner Großnichten, Henriette-Félicité du Bouchet de Sourches, die 1814 Pierre-Louis de Blacas d’Aulps (ab 1821 erster Herzog von Aulps) geheiratet hatte und den Besitz an seine Familie brachte. Die Herzogin kam im Sommer regelmäßig nach Menou, und das Schloss blieb bis in die 1980er Jahre Eigentum der de Blacas. Zwischenzeitlich nutzten Henriette-Félicités Enkelin Béatrix de Chastellux und deren Mann Alard de La Roche-Aymon das Schloss als Wohnsitz. Nach Beatrix Tod war die Anlage im 20. Jahrhundert nicht mehr bewohnt, und einige der kostbaren Wandvertäfelungen wurden demontiert. Während der Besatzungszeit im Zweiten Weltkrieg nutzten deutschen Truppen die Anlage als Stützpunkt. 1987 verkaufte die Familie de Blacas die derweil recht heruntergekommenen Gebäude an Jean-Luc Gaüzere und den Designer Jacques Garcia. Sie begannen mit einer Restaurierung und ließen auch wieder Barockgärten nach Vorbildern des 17. Jahrhunderts anlegen. 2004 verkaufte Garcia die Anlage, um mit dem Erlös einen Teil der Restaurierung und Wiederherstellung seines anderen Schlosses, Le Champ de Bataille, finanzieren zu können.

## Beschreibung
Das Schloss liegt südlich des Ortskerns von Menou an der Route départementale 117 (D117), die von Menou zur Route nationale 151 (N151) führt. An der Nordecke des Schlossareals steht ein Pavillon, der Palais de justice genannt wird und ausweislich einer Inschrift 1681 errichtet wurde. Dort fanden früher Gerichtsverhandlungen statt, denn die Herren von Menou besaßen die hohe und niedrige Gerichtsbarkeit.

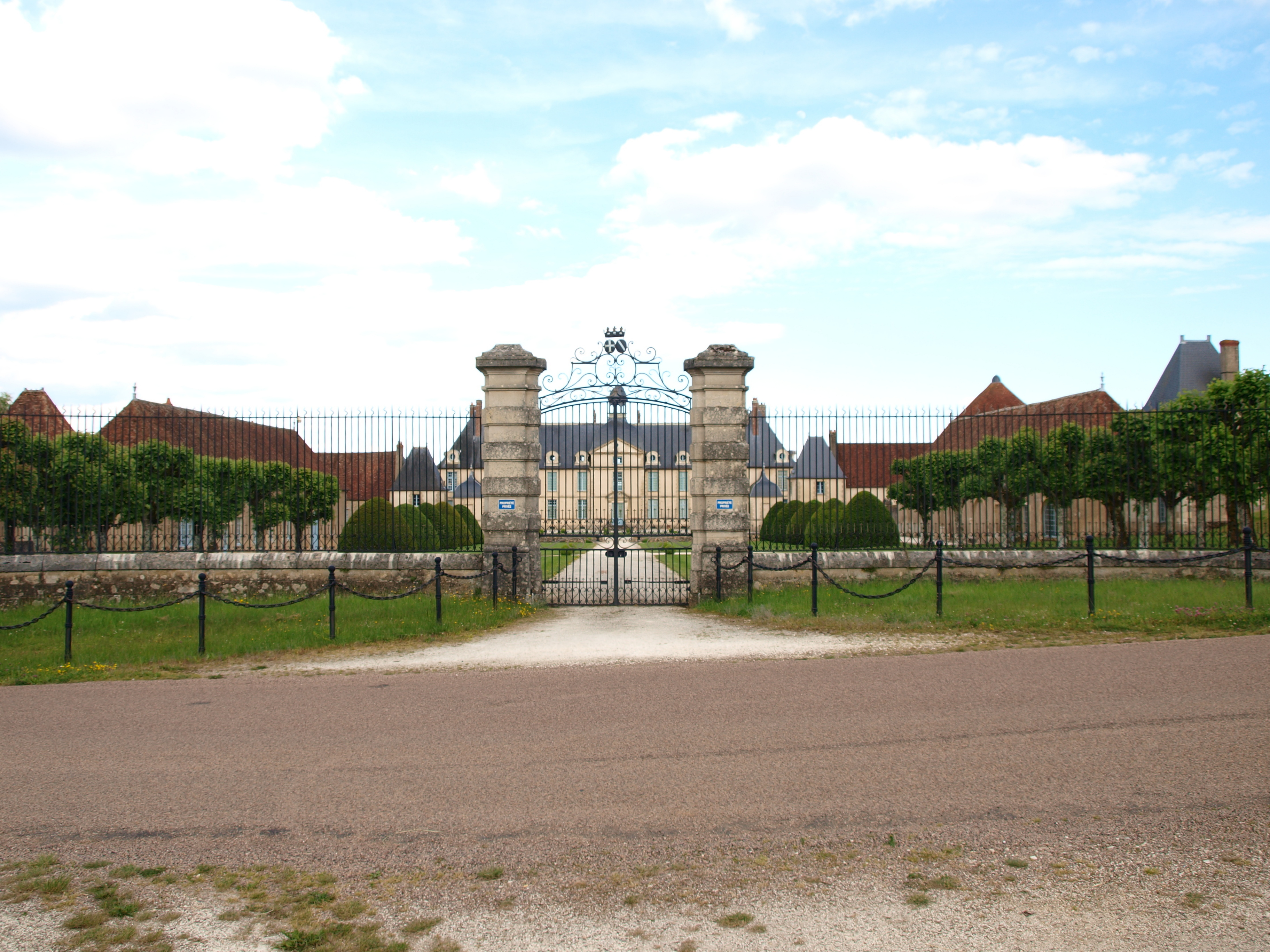
Gittertor an der Zufahrt zum Schloss

Der Zugang zur Anlage erfolgt von Westen durch ein schmiedeeisernes Gittertor vom Ende des 18. Jahrhunderts, das im oberen Bereich die Wappen von Marie-Louise de Menou und ihrem Mann Louis-Alexandre de Damas zeigt. Eine rund 260 Meter lange Allee, die schon im 17. Jahrhundert von Armand-François de Menou angelegt wurde, führt auf das mit zwei rustizierten Pfeilern ausgestattete Tor zu. Hinter dem Tor setzt sie sich geradlinig auf die Mitte des östlich stehenden Haupthauses (Logis) fort und durchquert dabei zwei Parterres mit in Form geschnittenen Buchsbäumen, die von langgestreckten Wirtschaftsgebäuden und einem wuchtigen, runden Taubenturm aus dem Jahr 1675 flankiert werden. Die Zufahrt endet an einer steinernen Brücke, die einen Wassergaben überquert. Dieser trennt den Wirtschaftshof vom Vorhof des Haupthauses und war schon im 18. Jahrhundert verlandet, wurde aber bei der Restaurierung in den 1980er Jahren wiederhergestellt. Der Vorhof ist an der zum Graben zeigenden Westseite von einer niedrigen Mauer abgeschlossen. Seine beiden westlichen Ecken sind mit quadratischen Pavillons besetzt, deren zwei Geschosse von schiefergedeckten Dächern bedeckt sind. Ihnen schließen sich nach Norden und Süden langgestreckte niedrige Gebäude mit Walmdächern an.
Von dem 1642 erstmals schriftlich erwähnten Vorgängerbau des Logis sind keine Reste mehr vorhanden. Das heutige Haupthaus ist ein langgestrecktes, rechteckiges Gebäude mit zwei Geschossen und Pavillonbauten am Süd- sowie Nordende. Sein siebenachsiger Mittelteil misst etwa 54,5 × 6,8 Meter (28 ×3,5 Toisen). Die quadratischen Pavillons an den Enden besitzen hohe Walmdächer und eine Seitenlänge von rund 8,8 Metern (4,5 Toisen). Ihnen sind an der Ostseite kleinere eingeschossige, quadratische Anbauten mit Schweifhaube vorgesetzt. In einem von ihnen befindet sich die Schlosskapelle. Das Herrenhaus besitzt Eckquaderungen und Fenstereinfassungen in gleichen Formen. Die beiden Geschosse des Gebäudes sind durch Gesimse von außen deutlich voneinander getrennt. Unter der Traufe des Schieferdachs verläuft ein Zahnschnittfries. Das Dachgeschoss weist Ochsenaugen auf, die in den Fensterachsen liegen. Das Portal des Logis ist von einem gesprengten Giebel bekrönt, der die Wappen der Familie Menou und Clère zeigt. Es befindet sich in der zentralen Achse des Gebäudes, die durch einen Mittelrisalit betont ist. Dieser besitzt auf Höhe des Daches ein zusätzliches Attikageschoss, das an der Eingangsfassade von einem Dreiecksgiebel bekrönt und von einer geschweiften Haube mit offener Laterne abgeschlossen ist. An der Gartenseite ist der Mittelrisalit anstatt mit einem Dreiecks- mit einem Rundbogengiebel ausgestattet.
Im Obergeschoss des Logis besitzen mit dem Salon des Königs (französisch Salon du Roi) und dem Kabinett der Metamorphosen (französisch Cabinet des Métamorphoses) noch zwei Zimmer ihre historische Ausstattung. Im südlichen Pavillon ist zudem die Ausstattung des Sonnenzimmers (französisch Chambre de Soleil) erhalten. Es erhielt seinen Namen von einem Deckengemälde mit allegorischen Darstellungen, die unter anderem einen Sonnenwagen zeigen. Die Wandvertäfelung dieses Zimmers weist ein reiches Skulpturendekor in Form von Festons auf. Sie ist zum Teil mit Goldfarbe bemalt, oder ihre Bemalung imitiert Marmor. Der große Kamin des Raums besitzt einen skulptierten Sims und zeigt das Wappen der Familie Menou. Am Kaminabzug hängt ein Porträt von Françoise de Clère, der ersten Marquise von Menou, das von reichem Dekor in Form von Blütenranken umgeben und von einer Krone bekrönt ist. In der Bibliothek des Hauses hängt die älteste Täfelung des Schlosses: Sie wurde 1616 gefertigt.
Östlich und südlich des Logis liegen barocke Gartenanlagen, die in den späten 1980er Jahren rekonstruiert wurden. Darin stehen ein Eiskeller in Form einer Pyramide und eine Voliere mit der Form einer chinesischen Laterne.